# Kirchenjahr
Als Kirchenjahr (lateinisch annus ecclesiasticus oder annus liturgicus; auch liturgisches Jahr oder Herrenjahr) bezeichnet man seit dem ausgehenden 16. Jahrhundert im Christentum eine jährlich wiederkehrende festgelegte Abfolge von christlichen Festen und Festzeiten, nach der sich vor allem die Gottesdienstpraxis und Liturgie richten. Das Kirchenjahr beginnt nach katholischer wie evangelischer Tradition mit dem 1. Sonntag im Advent, die orthodoxen Kirchen beginnen es am 1. September, in Vorbereitung auf das Fest Mariä Geburt am 8. September.
Das Kirchenjahr besteht vor allem aus den zuerst um Ostern, dann auch um Weihnachten herum gebildeten Festkreisen, die in der Christentumsgeschichte allmählich zu einem Jahreszyklus vervollständigt wurden. Ihre Abfolge und ihr Umfang stimmen in Ost- und Westkirchen in etwa überein, die wichtigsten Festdaten der orthodoxen Tradition unterscheiden sich aber von denen der katholischen und evangelischen Tradition. Den Festzeiten sind bestimmte liturgische Farben zugeordnet.

## Begriff
Der deutsche Begriff „Kirchenjahr“ ist erstmals 1585 bei dem lutherischen Pastor Johannes Pomarius belegt. Er markiert die nach der Reformation beginnende Trennung von christlich-sakraler und profaner Zeitgliederung und Kalenderordnung. Zudem gab es seit Bildung des Begriffs immer verschiedene konfessionelle Varianten des Kirchenjahres.
Auf Französisch hieß dieses im 17. Jahrhundert année chrétienne, im späten 18. Jahrhundert année spirituelle, im 19. Jahrhundert année liturgique; auf Englisch hieß es seit etwa 1790 Christian year, heute wird meist vom liturgical year gesprochen. Verschiedene deutsche Theologen bevorzugten im 19. Jahrhundert die Begriffe Jahr des Heils oder Herrenjahr.

## Entstehung

### Vorgaben
Das fixe Sonnenjahr, die beweglichen Mondphasen und die von beiden Zeitmetren abhängigen vegetativen Jahreszyklen führten im Alten Orient zu verschiedenen Kalendereinteilungen. Diese wurden im Judentum teils überlagert, teils durchbrochen von Kultfesten, die sowohl an in der Natur wiederkehrende als auch an besondere innerzeitliche Ereignisse erinnerten. So beginnt das jüdische Hauptfest Pessach am Frühlingsvollmond, feiert aber nicht primär den Frühlingsanfang, sondern den Auszug der Hebräer aus der Sklaverei Ägyptens in das Gelobte Land als Gottes auserwähltes Volk Israel.
Die strukturierenden Grunddaten des Kirchenjahres – Sonntage, Ostern und Weihnachten – orientieren sich an der Siebentagewoche, am jüdischen Festkalender und einigen solaren Fixdaten im Zusammenhang der Tagundnachtgleiche. Sie erhalten als Stationen einer offenbarten Heilsgeschichte einen neuen Sinn.
Der „Weihnachtsfestkreis“ und der „Osterfestkreis“ werden in der katholischen Liturgie als „geprägte Zeiten“ bezeichnet und von der „Zeit im Jahreskreis“ unterschieden. Es handelt sich um nichtamtliche Wortschöpfungen der frühen liturgischen Bewegung; ihnen entsprechen die Einteilungen der Bände für manche liturgischen Bücher, etwa das Lektionar oder der Bücher für das Stundengebet.

### Der Sonntag
Die frühe Kirche feierte das Herrenmahl wöchentlich. Zentraler Bezugspunkt für die Christen in frühchristlicher Zeit war dabei das Gedächtnis des Pascha-Mysteriums, des Erlösungswerks Christi, d. h. seines Leidens und Sterbens für das Heil der Welt und seiner Auferstehung am dritten Tag, das in der Erwartung seiner Wiederkunft als „Brotbrechen“ (Abendmahl/Eucharistie) gefeiert wurde. Daher wird der Sonntag – in Anlehnung an die neutestamentliche Anrede „Herr“ für Jesus Christus – „Tag des Herrn“ oder „Herrentag“ genannt. Liturgisch kann er als „Wochen-Ostern“ gedeutet werden.
Als Folgetag des jüdischen Sabbats war der Sonntag der erste, nicht der letzte Wochentag. So wie der Sabbat als arbeitsfreier Tag das Ziel der Schöpfung Gottes symbolisierte, so markierte der Sonntag für die Christen den Beginn der neuen Schöpfung, des Reiches Gottes. Die Liturgieerklärungen der Kirchenväter nehmen daher besonders Bezug auf den Sonntagsgottesdienst. Kaiser Konstantin der Große legte den Sonntag 321 gesetzlich als wöchentlichen Ruhetag fest, auch um das Christentum zur bevorzugten Religion zu erheben. Damit verdrängte der Sonntag den Sabbat und wurde zusammen mit dem Samstag im Alltagsbewusstsein zum „Wochenende“.
Das Zweite Vatikanische Konzil bezeichnete den Sonntag als „Ur-Feiertag“: „Der Herrentag ist Fundament und Kern des ganzen liturgischen Jahres.“

### Osterfestkreis
Der Ostersonntag war die christliche Variante des letzten Pessachtages: Dem Auszug aus Ägypten entsprach die in der Osternacht gefeierte Rettung Jesu und mit ihm aller Menschen aus dem Tod. In dieser Form wurde der Ostersonntag zum Ausgangs- und Mittelpunkt des Kirchenjahres. Er blieb lange Zeit das einzige christliche Jahresfest, bei dem auch die Taufe der Katechumenen stattfand und der Märtyrer des vergangenen Jahres gedacht wurde.
Das Osterdatum wurde in der westlichen Tradition im Jahre 325 auf den Sonntag nach dem ersten Vollmond des Frühlings gelegt. Es fügte sich damit in die Sonntagsreihe ein und bildete einen zum Pessach analogen Festkreis aus. Dabei bereiteten viele christliche Gemeinden die Osterfeier seit dem 2. Jahrhundert mit zwei bis sechs Fastentagen vor. Im 4. Jahrhundert entstand im Westen das im Osten unbekannte Triduum Sacrum, das den Abend des Gründonnerstags, den Karfreitag, Karsamstag und Ostersonntag umfasste. Es wurde analog zum sieben- oder achttägigen Pessach zur heiligen Woche erweitert, die vom Tag des Einzugs Jesu in Jerusalem (Palmarum) an den Verlauf der letzten Lebenstage Jesu bis zu seiner Auferstehung sinngemäß abbildete.
Dem Osterfest folgte ebenfalls seit dem 4. Jahrhundert eine Woche, bei der die zu Ostern Neugetauften täglich die Eucharistie feierten und in der apostolischen Lehre unterwiesen wurden. Sie endete mit dem Weißen Sonntag, der seinen Namen vermutlich von den weißen Taufgewändern ableitet, die in der frühen Kirche von den in der Osternacht Getauften bis zu diesem Tag getragen wurden. Dieser „kleinen Oktav“ (Festwoche) wurde eine „große Oktav“ von sieben Wochen für die österliche Freudenzeit zur Seite gestellt. Diese lief auf den Pfingstsonntag zu und umfasste mit ihm 50 Tage, analog zur Frist zwischen Pessach und Schawuot im jüdischen Kalender. Damit erhielt die Gabe des Heiligen Geistes, die nach Joh 20,22  zur Offenbarung des Auferstandenen gehört, gemäß dem zweiten Kapitel der Apostelgeschichte eine eigene liturgische Begehung. Zehn Tage vorher etablierte sich gemäß der 40-Tages-Angabe (Apg 1,3 ) das Himmelfahrtsfest.
Diese 40-Tage-Frist (Quadragesima) wurde dann auch auf die Fastenzeit vor Ostern übertragen, in der mit Gebet, Buße und Fasten der Passion Jesu gedacht wurde. Die Sonntage der Fastenzeit waren jedoch vom Fasten ausgenommen, da ihre Liturgie auf den Ostersonntag bezogen war. Darin erhielt sich die Erinnerung, dass das Kirchenjahr Abbild eines über-, nicht innerzeitlichen Geschehens ist, das auf Jesu Auferstehung zurück- und seine Parusie vorausblickt.

### Weihnachtsfestkreis
Während die ersten Christen das Weihnachtsfest gar nicht feierten, entstand im vierten Jahrhundert ein Geburtsfest Jesu. Der 25. Dezember als Tag der Geburt Jesu Christi wurde ausdrücklich erstmals von Furius Dionysius Filocalus in seinem Chronograph von 354 genannt, der auf römischen Quellen aus dem Jahre 336 beruht, ein Jahr vor dem Tod Konstantins und zu einer Zeit des Aufschwungs des Christentums. Ein Verzeichnis der römischen Konsuln enthält den Eintrag: „Christus ist während des Konsulats von C.  Caesar Augustus und L. Aemilianus Paulus am 25. Dezember, einem Freitag, dem 15. Tag des Mondalters geboren“. Autoren der frühen Kaiserzeit erwähnen ein Geburtsfest der ägyptischen Gottheit Osiris am 6. Januar und ein Fest zu Ehren des Dionysos auf der Insel Andros am selben Tag. Der zyprische Bischof Epiphanios von Salamis schrieb im 4. Jahrhundert n. Chr., dass in Alexandria zeitgleich mit dem christlichen Fest Epiphanias (also in der Nacht vom 5. auf den 6. Januar) im Heiligtum der Kore die Geburt des Aion gefeiert worden sei. Die heidnischen und christlichen Feste bereicherten sich gegenseitig. Die Adventszeit entwickelte sich erst wesentlich später als Vorbereitungszeit vor dem Weihnachtsfest, die teilweise bis zu sechs Adventssonntage umfasste. Heute sind noch vier Adventssonntage übrig geblieben. Die Adventszeit entwickelte dabei auch einen Charakter als Zeit der freudigen Erwartung auf die Wiederkunft Jesu am Ende der Zeiten (Parusie). Die Adventszeit wurde zunächst als Zeit des Fastens begangen; dieser Charakter ist mittlerweile eher in den Hintergrund getreten.
Der Weihnachtsfestkreis umfasst die Adventszeit und die Weihnachtszeit. Er beginnt heute mit dem ersten Adventssonntag und endet mit dem Fest der Taufe des Herrn am Sonntag nach dem Fest der Erscheinung des Herrn. Vom 16. Jahrhundert bis zur Liturgiereform des Zweiten Vatikanischen Konzils galt das Fest der Darstellung des Herrn („Mariä Lichtmess“) am 2. Februar als Ende der Weihnachtszeit. Inhaltlich auf Weihnachten ausgerichtete Feste außerhalb des Weihnachtsfestkreises sind ferner das Fest der Verkündigung des Herrn (25. März, neun Monate vor Weihnachten), Mariä Heimsuchung (2. Juli) und das Fest der Geburt Johannes des Täufers (24. Juni), deren Termine jeweils historisierend an der Kindheitsgeschichte Jesu nach dem Lukasevangelium ausgerichtet sind.

### Weitere Bestandteile
Gedenktage der Märtyrer wurden seit dem 2. Jahrhundert als Festtage neben dem Auferstehungsfest Jesu Christi in das Kirchenjahr aufgenommen. Dabei wurde der Todestag zum „Geburtstag“ (dies natalis) des jeweiligen Heiligen, mit dem er in das ewige Leben eintrat.
Seit dem 5. Jahrhundert wurde das Kirchenjahr vor allem in Rom durch neue Elemente und Festdaten ergänzt und ausgestaltet:
- der Sonntag nach Ostern wurde zum Weißen Sonntag (Dominica in albis);
- das Fest Christi Himmelfahrt erhielt eine eigene Vigil, seit dem 10. Jahrhundert auch eine eigene Oktav
- Pfingsten wurde ebenfalls mit einer eigenen Oktav ausgezeichnet
- die Weihnachtszeit wurde durch Hinzufügung des Advents zu einem eigenen Festkreis

Seit der Spätantike bürgerte sich das Gedenken für die Verstorbenen des Vorjahres ein. Es wurde im 10. Jahrhundert auf den 2. November gelegt (Allerseelen), der auf das Hochfest Allerheiligen folgt. Ferner kam es zur Zunahme von Festen, die einzelne Lebensstationen Christi zum Inhalt haben, wie beispielsweise die Beschneidung und Namengebung des Herrn am 1. bzw. 3. Januar, oder der Verklärung des Herrn am 6. August.
Zum Gedenken an die Auffindung und Erhöhung des heiligen Kreuzes wurden seit dem Frühmittelalter zwei Kreuzfeste in der Westkirche gefeiert: (Kreuzauffindung) am 6. März bzw. 3. oder 7. Mai, (Kreuzerhöhung) am 14. September.
Ab dem Hochmittelalter fanden Feste, die bestimmte Glaubensgeheimnisse in den Mittelpunkt einer eigenen liturgischen Feier rücken, Aufnahme in das Kirchenjahr:
- Fronleichnamsfest (seit 1264)
- Dreifaltigkeitssonntag (Trinitatis, allgemein verpflichtend seit 1334)
- Herz-Jesu-Fest (seit dem 15. Jahrhundert regional, seit 1856 in der ganzen Kirche)
- Christkönigsfest (seit 1926)

Weitere Fest- und Gedenktage des Kirchenjahres gelten kirchengeschichtlichen Ereignissen, die für einzelne Konfessionen, Ordensgemeinschaften oder Gemeinden – etwa Kirchweihefeste – prägend wurden.
Seit Anfang des 20. Jahrhunderts wurden zunehmend Sonntage im Jahreskreis zusätzlich als Zwecksonntage unter ein bestimmtes Motto gestellt oder einem bestimmten Anliegen gewidmet, etwa der Sonntag der Weltmission oder der Welttag der sozialen Kommunikationsmittel. Die Ursprünge des Erntedankfestes liegen in den Quatembern, die Fast- und Abstinenztage waren, an denen aber nach alter Sitte auch Gott für die Gaben der Schöpfung gedankt wird. In Deutschland wurde das Erntedankfest oft an Michaelis (29. September) begangen, während es seit dem 18. Jahrhundert „traditionell am Sonntag nach Michaelis oder am ersten Sonntag im Oktober begangen“ wurde. Seit die beiden Zusammenschlüsse VELKD und UEK in der EKD 2006 ein Liturgisches Kalendarium beschlossen, wird in allen Westkirchen das Erntedankfest in der Regel am ersten Sonntag im Oktober begangen.

## Das orthodoxe Kirchenjahr
Die orthodoxe Kirche knüpfte an das altkirchliche Kirchenjahr an, indem sie Tod und Auferstehung Jesu zusammen in der Osternacht feiert und jeden Sonntag als Wiederholung des Osterfestes versteht. Der Sonntag bildet sowohl den Anfang einer jeden Woche als auch zugleich ihre Vollendung als „achter Tag“. Er verwandelt den siebten Tag – den jüdischen Sabbat – in eine „Freudenoktav“, die den endgültigen Sieg des Auferstandenen und Durchbruch der neuen Schöpfung anzeigt (Joh 20,26).
Demgemäß wurde das ganze Kirchenjahr liturgisch in Teile von mindestens je acht Wochen gegliedert, deren Anfangs- und Endsonntage sich jeweils überlappen. Diese Reihen, die dazugehörigen Gesänge und Lesetexte werden Oktoechos genannt und sind im gleichnamigen „Achttonbuch“ aufgezeichnet; die orthodoxe Liturgie jedes Abschnitts wird in einer der acht Kirchentonarten gesungen.
Das byzantinische Kirchenjahr beginnt mit dem 1. September (Indiktion). Am 15. November beginnt das Philippsfasten, die vierzigtägige Fastenzeit vor Weihnachten. Am 25. Dezember wird die Fleischwerdung des Herrn gefeiert.
Am Sonntag des Zöllners und Pharisäers beginnt eine dreiwöchige Vorfastenzeit. Ihr folgt die siebenwöchige Große Fastenzeit bis zum Großen Samstag. Die Osterzeit (Pentekostarion) reicht vom Ostersonntag bis zum Sonntag Allerheiligen (dem ersten Sonntag nach Pfingsten). Es folgen zwei Oktoechoi von Pfingsten bis zum Sonntag der Kreuzerhöhung am 14. September sowie wiederum zwölf bis dreizehn Sonntage bis Weihnachten (25. Dezember) bzw. Epiphanias (6. Januar).
Alle unbeweglichen Festdaten des Kirchenjahres, auch die der Heiligen und Engel, sind im zwölfbändigen Menäon aufgeführt.
In der russisch-orthodoxen Kirche und einigen anderen orthodoxen Kirchen folgt das gesamte Kirchenjahr weiterhin dem julianischen Kalender, der dreizehn Tage hinter dem gregorianischen Kalender zurückliegt. Orthodoxe Kirchen, die den gregorianischen Kalender übernommen haben, folgen für die Festsetzung des Ostertermins und anderer vom Osterdatum abhängiger Feste gleichfalls noch dem julianischen Kalender, sodass Ostern von der gesamten Orthodoxie gemeinsam gefeiert wird.
| Feiertag                                  | nominelles Datum                                     | Neukalendarier           | Altkalendarier           | Altkalendarier           | Status            |
| Feiertag                                  | nominelles Datum                                     | Gregorianischer Kalender | Gregorianischer Kalender | Julianischer Kalender    | Status            |
| ----------------------------------------- | ---------------------------------------------------- | ------------------------ | ------------------------ | ------------------------ | ----------------- |
| Enthauptung Johannes’ des Täufers         | 29. August                                           | 29. August               | 11. September            | 29. August               | Hoher Feiertag    |
| Mariä Geburt                              | 8. September                                         | 8. September             | 21. September            | 8. September             | Hochfest          |
| Kreuzerhöhung                             | 14. September                                        | 14. September            | 27. September            | 14. September            | Hochfest          |
| Mariä Obhut                               | 1. Oktober                                           | 1. Oktober               | 14. Oktober              | 1. Oktober               | Hoher Feiertag    |
| Fest aller Erzengel                       | 8. November                                          | 8. November              | 21. November             | 8. November              | sonstiger Festtag |
| Einführung Mariä in den Tempel            | 21. November                                         | 21. November             | 4. Dezember              | 21. November             | Hochfest          |
| Christi Geburt, Fleischwerdung des Herrn  | 25. Dezember                                         | 25. Dezember             | 7. Januar                | 25. Dezember             | Hochfest          |
| Christi Beschneidung                      | eine Woche nach Christi Geburt                       | 1. Januar                | 14. Januar               | 1. Januar                | Hoher Feiertag    |
| Christi Taufe                             | zwölf Tage nach Christi Geburt                       | 6. Januar                | 19. Januar               | 6. Januar                | Hochfest          |
| Christi Darstellung im Tempel             | vierzigster Tag nach Christi Geburt                  | 2. Februar               | 15. Februar              | 2. Februar               | Hochfest          |
| Sonntag des Zöllners und Pharisäers       | drei Wochen vor Beginn der Großen Fastenzeit         | 24. Januar – 27. Februar | 24. Januar – 27. Februar | 11. Januar – 14. Februar | sonstiger Festtag |
| Sonntag der Orthodoxie                    | erster Sonntag der vorösterlichen Fastenzeit         | 14. Februar – 20. März   | 14. Februar – 20. März   | 1. Februar – 7. März     | sonstiger Festtag |
| Mariä Verkündigung                        | neun Monate vor Christi Geburt                       | 25. März                 | 7. April                 | 25. März                 | Hochfest          |
| Lazarus-Samstag                           | Samstag vor Palmsonntag                              | 27. März – 30. April     | 27. März – 30. April     | 14. März – 17. April     | sonstiger Festtag |
| Christi Einzug in Jerusalem (Palmsonntag) | Sonntag vor Ostern                                   | 28. März – 1. Mai        | 28. März – 1. Mai        | 15. März – 18. April     | Hochfest          |
| Großer Samstag                            | Tag vor Christi Auferstehung                         | 3. April – 7. Mai        | 3. April – 7. Mai        | 21. März – 24. April     | sonstiger Festtag |
| Christi Auferstehung (Ostern)             | Sonntag nach ekklesiastischem Vollmond nach 20. März | 4. April – 8. Mai        | 4. April – 8. Mai        | 22. März – 25. April     | Hochfest          |
| Christi Himmelfahrt                       | vierzigster Tag nach Christi Auferstehung            | 13. Mai – 15. Juni       | 13. Mai – 15. Juni       | 30. April – 2. Juni      | Hochfest          |
| Heilige Dreifaltigkeit (Pfingsten)        | siebter Sonntag nach Ostern                          | 23. Mai – 26. Juni       | 23. Mai – 26. Juni       | 10. Mai – 13. Juni       | Hochfest          |
| Allerheiligen                             | Sonntag nach Pfingsten                               | 30. Mai – 3. Juli        | 30. Mai – 3. Juli        | 17. Mai – 20. Juni       | sonstiger Festtag |
| Geburt Johannes des Täufers               | sechs Monate vor Christi Geburt                      | 25. Juni                 | 7. Juli                  | 25. Juni                 | Hoher Feiertag    |
| Apostel Petrus und Paulus                 | 30. Juni                                             | 30. Juni                 | 12. Juli                 | 30. Juni                 | Hoher Feiertag    |
| Christi Verklärung                        | 6. August                                            | 6. August                | 19. August               | 6. August                | Hochfest          |
| Mariä Himmelfahrt                         | 15. August                                           | 15. August               | 28. August               | 15. August               | Hochfest          |

## Das liturgische Jahr (römisch-katholisch)
In zwei Liturgiereformen (1951 und 1956) wurden Oktavfeiern zwischen Ostern und Pfingsten gestrichen, sodass die österliche Freudenzeit wieder durchgehend bis Pfingsten reicht, wobei alle Tage der Osteroktav wie Hochfeste begangen werden. Die meisten überlieferten mittelalterlichen Herren-, Marien- und Heiligenfeste wurden beibehalten. Nur das Fest des kostbaren Blutes (1. Juli) wurde nicht in den erneuerten Kalender übernommen, sondern wegen der Ähnlichkeit der Festgeheimnisse mit Fronleichnam vereinigt.
Die Grundordnung des Kirchenjahres von 1969 enthält den heute gültigen liturgischen Kalender der römisch-katholischen Kirche. Er gliedert das Kirchenjahr in drei Hauptteile:
- Weihnachtsfestkreis: vier Adventssonntage, den Weihnachtstag mit seiner Oktav, Sonntag(e) nach Weihnachten, Erscheinung sowie Taufe des Herrn
- Fastenzeit und österlicher Festkreis: Fastenzeit („österliche Bußzeit“), die Heilige Woche mit dem Triduum Sacrum, die Osteroktav und sieben Sonntage bis Pfingsten
- Zeit im Jahreskreis: nach dem Fest der Taufe des Herrn bis Aschermittwoch sowie vom Pfingstmontag bis zur ersten Vesper des ersten 1. Adventssonntags

Die Sonntage des Jahreskreises werden vom Sonntag nach dem Fest Taufe des Herrn (2. Sonntag) bis zum Hochfest Christkönig (33./34. Sonntag) durchgezählt. Fallen bestimmte Hoch- oder Herrenfeste auf einen dieser Sonntage, verdrängen diese den Sonntag im Jahreskreis. Die Leseordnungen umfassen Schriftlesungen für die heiligen Messen und die Feier des Stundengebets an allen Tagen des Kirchenjahres.
Besonderheiten des Weihnachtsfestkreises sind:
- Die Adventszeit beginnt mit der Vesper am Vorabend des ersten Adventssonntags und reicht bis zur ersten Vesper des Heiligen Abends. Mit der Adventszeit beginnt auch das neue Kirchenjahr.
- Der Heilige Abend wird nach dem Missale Romanum mit der Christmette gegen Mitternacht als Vigil des Christtages gefeiert
- 8. Dezember: Hochfest der ohne Erbsünde empfangenen Jungfrau und Gottesmutter Maria (fällt immer in die Adventszeit)
- 25. Dezember: Hochfest der Geburt des Herrn (Weihnachten, wird mit einer Oktav begangen)
- 26. Dezember: Fest des hl. Stephanus, des ersten Märtyrers
- 27. Dezember: Fest des heiligen Apostels und Evangelisten Johannes
- 28. Dezember: Fest der Unschuldigen Kinder
- erster Sonntag nach Weihnachten oder 30. Dezember: Fest der Heiligen Familie
- 1. Januar: Hochfest der Gottesmutter (vor der Liturgiereform von 1969 wurde an diesem Tag das Fest der Beschneidung des Herrn gefeiert)

(Ende der Weihnachtsoktav)
- 6. Januar: Hochfest der Erscheinung des Herrn (im Volksmund Dreikönigstag)
- Sonntag nach dem 6. Januar: Das Fest der Taufe des Herrn

(Ende des Weihnachtsfestkreises)
- 2. Februar: Fest der Darstellung des Herrn im Tempel, volkstümlich auch Mariä Lichtmess genannt. Die Zeit zwischen den Festen der Taufe des Herrn und der Darstellung des Herrn gehört seit der Liturgiereform in der ordentlichen Form des römischen Ritus nicht mehr zum Weihnachtsfestkreis und das Fest zählt zu den Herrenfesten. Das Festgeheimnis der Darstellung des Herrn ist aber eng mit dem Weihnachtsfest verbunden.

Besonderheiten der Osterzeit sind:
- Die Fastenzeit, auch „österliche Bußzeit“ genannt, beginnt am Aschermittwoch und umfasst fünf Fastensonntage und die am Palmsonntag beginnende heilige Woche.
- Am Gründonnerstag wird in den Bischofskirchen die Chrisammesse gefeiert. Diese kann auch auf einen anderen Tag der Karwoche vorverlegt werden.
- Mit der abendlichen Feier des Letzten Abendmahls am Gründonnerstag beginnt das Triduum Sacrum, auch österliches Triduum genannt, das mit der Vesper des Ostersonntags endet.
- Am Nachmittag (meist zur überlieferten Todesstunde Jesu um 15 Uhr) des Karfreitags wird die Feier vom Leiden und Sterben Christi begangen.
- Am Karfreitag und Karsamstag wird keine heilige Messe gefeiert, und außer im Notfall werden keine Sakramente gespendet.
- Am Karsamstag wird als Tag der Grabesruhe Christi seit dem Mittelalter Jesu Abstieg in das Totenreich gedacht. An diesem Tag finden außer dem Stundengebet keine Gottesdienste statt, mit der Karmette wird dieses oft in herausgehobener Form begangen.
- Das Osterfest beginnt mit einer Vigilfeier, der Osternacht, die entweder am Abend des Karsamstags nach Einbruch der Dunkelheit oder am Morgen des Ostersonntags vor Sonnenaufgang begangen wird.
- Ostern wird mit einer Oktav begangen, die am Weißen Sonntag endet.

Weitere Herrenfeste im Jahreskreis sind:
- 2. Februar: Fest der Darstellung des Herrn im Tempel (siehe Erläuterung „#Besonderheiten des Weihnachtsfestkreises“)
- 25. März: Hochfest der Verkündigung des Herrn
- Sonntag nach Pfingsten: Dreifaltigkeitsfest
- Donnerstag der zweiten Woche nach Pfingsten: Hochfest des heiligsten Leibes und Blutes Christi (Fronleichnam)
- Freitag der dritten Woche nach Pfingsten: Hochfest des Heiligsten Herzen Jesu
- 6. August: Fest der Verklärung des Herrn
- 14. September: Fest der Kreuzerhöhung
- 9. November: Weihetag der Lateranbasilika (Fest)

Weitere Feste und Gedenktage werden teilweise nur in einzelnen Regionen, Diözesen, Ordensgemeinschaften oder einzelnen Kirchen gefeiert.

## Das liturgische Jahr (altkatholisch)
Die altkatholische Kirche gliedert das liturgische Jahr ähnlich wie die römisch-katholische Tradition, kennt aber in Deutschland einige Besonderheiten:
- Das Hochfest der ohne Erbsünde empfangenen Jungfrau und Gottesmutter Maria wird nicht gefeiert.
- Die Weihnachtszeit dauert bis zum 2. Februar (Lichtmess).
- Das Fest der Heiligen Familie wird nicht gefeiert.
- Der 1. Januar wird als Oktavtag von Weihnachten begangen.
- Die Bitttage werden nicht begangen.
- Fronleichnam trägt die zusätzliche Bezeichnung: „Danktag für die Eucharistie“.
- Das Herz-Jesu-Fest und die Herz-Jesu-Freitage werden nicht gefeiert.
- Die Sonntage im Jahreskreis (Nr. 1–33) beginnen mit dem 3. Sonntag nach Epiphanie und enden mit dem „Sonntag vom wiederkommenden Herrn“ (letzter Sonntag vor dem 1. Advent).

Hinzu kommen einige besondere Feste bzw. Festbezeichnungen:
- 2. Sonntag nach Epiphanie: Hochzeit zu Kana
- 3. Sonntag nach Ostern: Sonntag vom Guten Hirten
- 22. Juli: Maria von Magdala, Apostola
- 15. August: Mariä Heimgang

Der liturgische Kalender enthält zudem Gedenktage von Glaubenszeugen von der Alten Kirche bis zur Neuzeit, sowohl aus der eigenen Kirche als auch aus der Ökumene. Dazu zählen z. B. Dietrich Bonhoeffer, Max Josef Metzger, Óscar Romero und Frère Roger sowie die folgenden Personen aus der alt-katholischen Bewegung und die verstorbenen Bischöfe (während bei lebenden Bischöfen der Jahrestag ihrer Bischofsweihe kommemoriert wird):
- 4. Januar: Joseph Hubert Reinkens
- 6. Januar: Sigisbert Kraft
- 10. Januar: Ignaz von Döllinger
- 20. Januar: Amalie von Lasaulx
- 14. Februar: Adolf Thürlings
- 26. März: Eduard Herzog
- 7. Juni: Josef Brinkhues
- 17. Oktober: Josefine vom Rath

Die Christkatholische Kirche der Schweiz feiert am Oktavtag von Weihnachten (1. Januar) das Fest der Namengebung Jesu und lehnt sich in der Bezeichnung der Sonntage (nach Epiphanie, vor der Fastenzeit, nach Pfingsten) an das Kalendarium der außerordentlichen Form des römischen Ritus an.

## Das evangelische Kirchenjahr

### Reformationszeit
Die Reformatoren maßen kirchliche Tradition am Mensch gewordenen Wort Gottes, Jesus Christus. Sie relativierten darum prinzipiell alle Marien-, Heiligen-, Apostel- und auch Herrenfeste, sofern sie sich nicht biblisch und christologisch begründen und in das als Herrenjahr verstandene Kirchenjahr einfügen ließen. Entscheidend, so Martin Luther in der Deutschen Messe 1526, sei eigentlich nur die regelmäßige Gemeindeversammlung zum Hören der Schriftlesung, Predigt und Empfang des Abendmahls. Huldrych Zwingli ließ das Abendmahl nur viermal jährlich – Ostern, Pfingsten, Allerheiligen und Weihnachten – feiern. Für ihn konnten Gottesdienste notfalls auch an anderen Wochentagen stattfinden, wenn die Arbeit es verlangte.
Ein von Philipp Melanchthon verfasster Festkanon bewahrte neben den Herrenfesten Weihnachten, Beschneidung (Circumcisionis), Epiphanias, Ostern, Himmelfahrt, Pfingsten auch drei Marientage – Purificationis, Annuntiationis und Visitationis – sowie Johannis-, Michaelis-, Aposteltage und das Maria-Magdalena-Fest. Viele evangelische Kirchen orientierten sich im 16. Jahrhundert daran, ließen aber regional verschieden einige Feste davon weg oder ergänzten andere. Sie verlängerten Weihnachten, Ostern und Pfingsten um je einen Tag, betonten das letzte Mahl am Gründonnerstag (die Chrisammesse entfiel), den Karfreitag und das Trinitatisfest, nach dem bis heute die Sonntage danach bis zum Advent gezählt werden.
Dieser Kirchenjahresstruktur folgte das Book of Common Prayer (1549). Die Confessio Helvetica posterior (1566) empfahl zudem, dem Vorbild der Heiligen zu folgen, ohne diesen eigene Festtage zu widmen. Auch Märtyrer der eigenen Gegenwart erhielten solche einfachen Gedenktage. In Norddeutschland wurden die Quatember bewahrt: die erste Advents- und erste Passionswoche, die Woche vor Pfingsten und erste Oktoberwoche. In manchen evangelischen Kirchen wurden sie für Katechismusübungen verwendet; die anglikanische Kirche ordiniert in ihnen ihre Pastoren. Im letzten Quatember liegt der Buß- und Bettag.

### Heutige Praxis

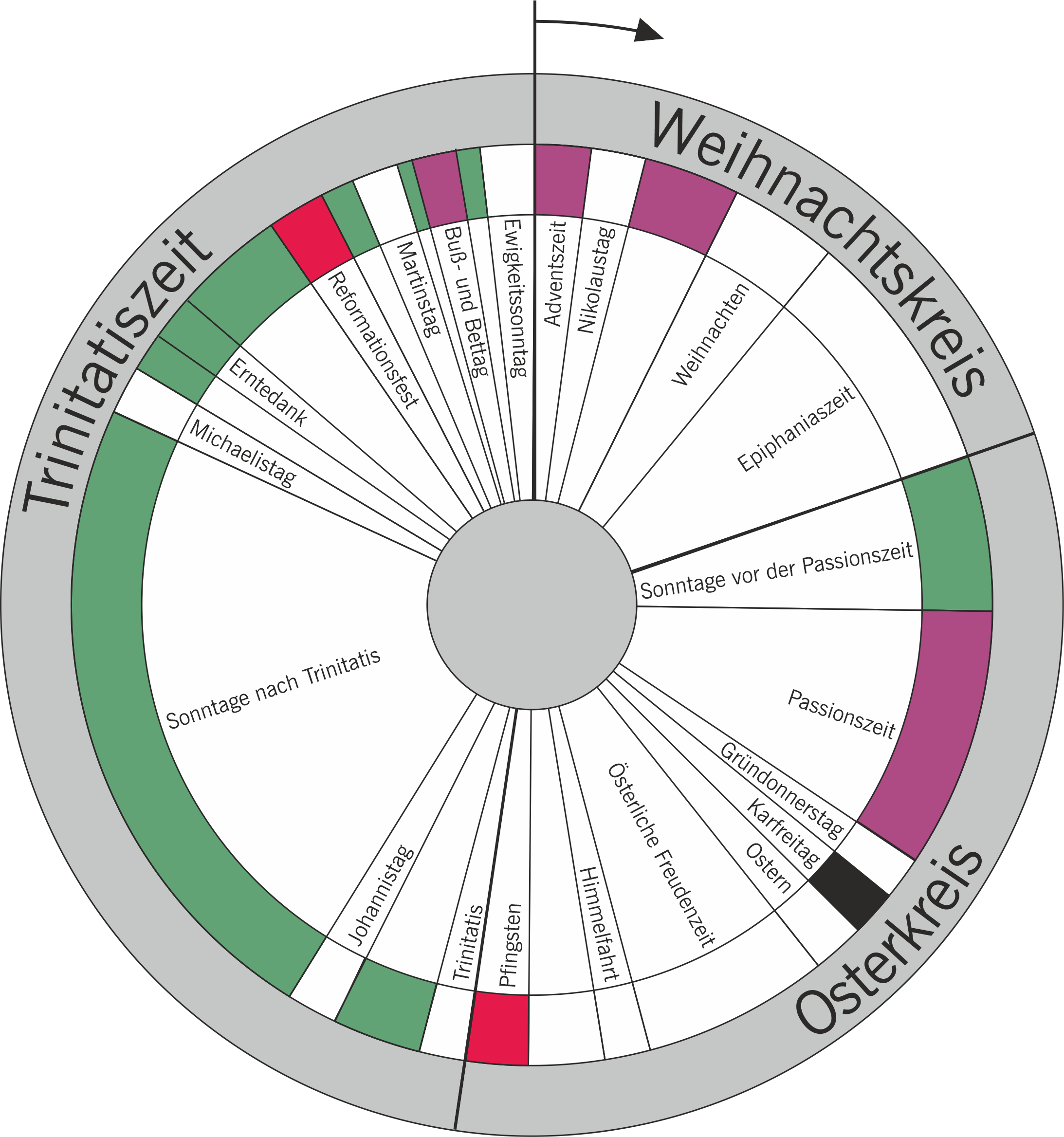
Die Feste im evangelischen Kirchenjahr mit den ihnen zugeordneten liturgischen Farben

Die Feste im evangelischen Kirchenjahr bis zur Perikopenreform

Die evangelische Ordnung des Kirchenjahres in Deutschland kann den Agenden und zugehörigen Perikopenordnungen für Bibellesungen und Predigttexte entnommen werden. Sie entspricht weithin der von den Reformatoren vorgefundenen frühmittelalterlichen Ordnung, die im 19. Jahrhundert durch zusätzliche Predigttexte ergänzt und durch die Eisenacher Kirchenkonferenz 1896 vereinheitlicht wurde. Eine umfassende Revision wurde in den 1970er Jahren vollzogen, kleinere Änderungen wurden mit dem Evangelischen Gottesdienstbuch 1999 eingeführt. 2017 beschlossen die Vollkonferenz der Union Evangelischer Kirchen und die Generalsynode der VELKD eine neue Ordnung gottesdienstlicher Texte und Lieder („Perikopenrevision“).
Die Reformierte Kirche bevorzugt das Prinzip der Bahnlesung (Lectio continua) gegenüber einer Perikopenordnung. In der Agende Reformierte Liturgie, die im Auftrag des Moderamens des Reformierten Bundes erarbeitet wurde, heißt es hierzu:

„Für die reformierten Gemeinden und Kirchen war es seit jeher selbstverständlich, die großen Hochfeste der Christenheit zu feiern. Auch die Advents- und Passionszeit wurde gestaltgebend wirksam. Eine strikte Beobachtung des Jahreskreises, damit verbunden der Lese- und Perikopenordnung, fand jedoch nicht statt. […] Die reformierten Gottesdienstformen weisen kein feststehendes Proprium auf.“

Die Agende erhält als Beigabe den Liturgischen Kalender der deutschen lutherischen und unierten Landeskirchen. Wochenspruch, Wochenpsalm und Wochenlied sind in vielen reformierten Gemeinden vertraut, „während die Orientierung an der Leseordnung eher selten ist.“ Außerdem ist jedem Sonntag eine Frage aus dem Heidelberger Katechismus zugeordnet.
Das evangelische Kirchenjahr beginnt wie das katholische mit dem 1. Sonntag im Advent und endet am Samstag vor dem ersten Advent des nächsten Kirchenjahres. Es teilt die Hauptfeste und zugehörigen Festzeiten sowie einige Sonderfeste, vor allem Neujahr und Erntedank. Advent und Passionszeit sind auch hier Buß- und Fastenzeiten, die der Vorbereitung auf das jeweilige Hauptfest dienen. Der 4. Advent kann auf den 24. Dezember fallen, da dieser erst mit der Christvesper (1. Vesper) zur eigentlichen Weihnachtszeit gehört; der Heilige Abend ist der Vorabend des Christfestes. Der zweite Christtag am 26. Dezember wird als Nachfeiern von Weihnachten und auch als Gedenken an den Erzmärtyrer Stephanus begangen. Der Neujahrstag wird als Tag der Namensgebung und Beschneidung Jesu gefeiert und bildet zugleich das Ende der Weihnachtsoktav. Die Weihnachtszeit endet nach der seit dem Kirchenjahr 2018/19 geltenden neuen Perikopenordnung mit dem Fest der Darstellung des Herrn (Lichtmess) am 2. Februar. Nach Epiphanias (6. Januar) werden seitdem nicht mehr bis zu sechs, sondern in der Regel vier bzw., wenn Epiphanias selbst auf einen Sonntag fällt, drei Sonntage gezählt, bis zum „letzten Sonntag nach Epiphanias“, dem evangelischen Fest der Verklärung Christi, der seit 2019 als der Sonntag, mit dem die Woche des 2. Februar beginnt, festgelegt ist.
Es folgen abhängig vom Ostertermin bis zu fünf „Sonntage vor der Passionszeit“ (bis 2018 waren es immer genau drei); wird Ostern am 22. oder 23. März gefeiert, entfallen diese ganz.
Die neun Sonntage vor Ostern und die Sonntage zwischen Ostern und Pfingsten, selten auch die vier Adventssonntage, tragen lateinische Bezeichnungen, die den ersten Worten des jeweiligen Introitus entsprechen.
Adventssonntage:
- 1. Advent: Ad te levavi
- 2. Advent: Populus Sion
- 3. Advent: Gaudete
- 4. Advent: Rorate

Die fünf Sonntage
- 5. Sonntag vor der Passionszeit (erstmals 2019)
- 4. Sonntag vor der Passionszeit (erstmals 2019)
- 3. Sonntag vor der Passionszeit – Septuagesimae oder Circumdederunt
- 2. Sonntag vor der Passionszeit – Sexagesimae oder Exsurge
- 1. Sonntag vor der Passionszeit – Quinquagesimae oder Estomihi

gehören zur Vorfastenzeit oder Vorpassionszeit. Die Passionszeit beginnt mit dem Aschermittwoch. Ihm folgen die sechs Fastensonntage:
- Invocavit
- Reminiscere
- Oculi
- Laetare
- Judica
- Palmarum (Palmsonntag), mit dem die Karwoche beginnt

In der Karwoche liegen Gründonnerstag und Karfreitag.
Mit der Feier der Osternacht wird das Osterfest begangen; es beginnt die Österliche Freudenzeit. Dazu gehören Ostermontag, die Osteroktav und die Sonntage nach Ostern:
- Quasimodogeniti (Weißer Sonntag)
- Misericordias Domini (Sonntag vom Guten Hirten)
- Jubilate
- Kantate
- Rogate (Vocem jocunditatis)
- Exaudi nach dem Fest Christi Himmelfahrt

Nach dem Pfingstfest und dem Pfingstmontag folgt die Pfingstoktav. Am Sonntag nach Pfingsten steht das Trinitatisfest, an dessen Vorabend die Osterzeit endet. Die höchstens 24 folgenden Sonntage werden nach Trinitatis gezählt; die genaue Anzahl ist abhängig vom Ostertermin. Der zehnte Sonntag nach Trinitatis wird heute als Israelsonntag begangen. Ihm folgen das Erntedankfest, das am ersten Oktobersonntag begangen wird, und der Reformationstag am 31. Oktober. Am 1. November feiern einzelne lutherische Kirchen den Gedenktag der Heiligen. Am Ende des Kirchenjahres stehen der Drittletzte, der Vorletzte und der Letzte Sonntag des Kirchenjahres. An diesem letzten Sonntag, dem Ewigkeitssonntag, auch Totensonntag genannt, gedenkt die Gemeinde der Verstorbenen des Jahres. Die SELK begeht den „Gedenktag der Entschlafenen“ am vorletzten Sonntag des Kirchenjahres oder auch am Ewigkeitssonntag.
Der dem Ewigkeitssonntag vorausgehende Mittwoch ist der Buß- und Bettag, der heute in Deutschland nur noch in Sachsen arbeitsfrei ist. In 25 der 26 Schweizer Kantone wird er als Eidgenössischer Dank-, Buss- und Bettag am dritten Sonntag im September begangen, lediglich im Kanton Genf findet der dort sogenannte Genfer Bettag als arbeitsfreier Feiertag am Donnerstag nach dem ersten Sonntag im September statt.

### Gedenktage und kleinere Feste
Evangelische Agenden enthalten ferner folgende Gedenktage und kleinere Feste:
- Tag des Apostels Andreas am 30. November
- Tag des Apostels Thomas am 21. Dezember (kann seit der Perikopenrevision von 2019 auch am 3. Juli begangen werden)
- Tag des Erzmärtyrers Stephanus am 26. Dezember
- Tag des Apostels und Evangelisten Johannes am 27. Dezember
- Tag der unschuldigen Kinder am 28. Dezember
- Tag der Bekehrung des Apostels Paulus am 25. Januar
- Tag der Darstellung des Herrn (Lichtmess) am 2. Februar
- Tag des Apostels Matthias am 24. Februar
- Tag der Verkündigung des Herrn am 25. März
- Tag des Evangelisten Markus am 25. April
- Tag der Apostel Philippus und Jakobus des Jüngeren am 3. Mai
- Tag der Geburt Johannes des Täufers am 24. Juni
- Gedenktag der Augsburgischen Konfession am 25. Juni
- Tag der Apostel Petrus und Paulus am 29. Juni
- Mariä Heimsuchung am 2. Juli
- Tag der Maria Magdalena am 22. Juli (mit der Perikopenrevision 2019 eingeführt)
- Tag des Apostels Jakobus des Älteren am 25. Juli
- Tag des Apostels Bartholomäus am 24. August
- Tag des Apostels und Evangelisten Matthäus am 21. September
- Tag des Erzengels Michael und aller Engel am 29. September
- Tag des Evangelisten Lukas am 18. Oktober
- Tag der Apostel Simon und Judas Thaddäus am 28. Oktober
- Martinstag am 11. November (mit der Perikopenrevision 2019 eingeführt)
- Gedenktag der Heiligen am 1. November